# Graham N. Fitch
Graham N. Fitch (Le Roy, 1809. december 5. – Logansport, 1892. november 29.) az Amerikai Egyesült Államok szenátora (Indiana, 1857–1861).